# Lena Schneller

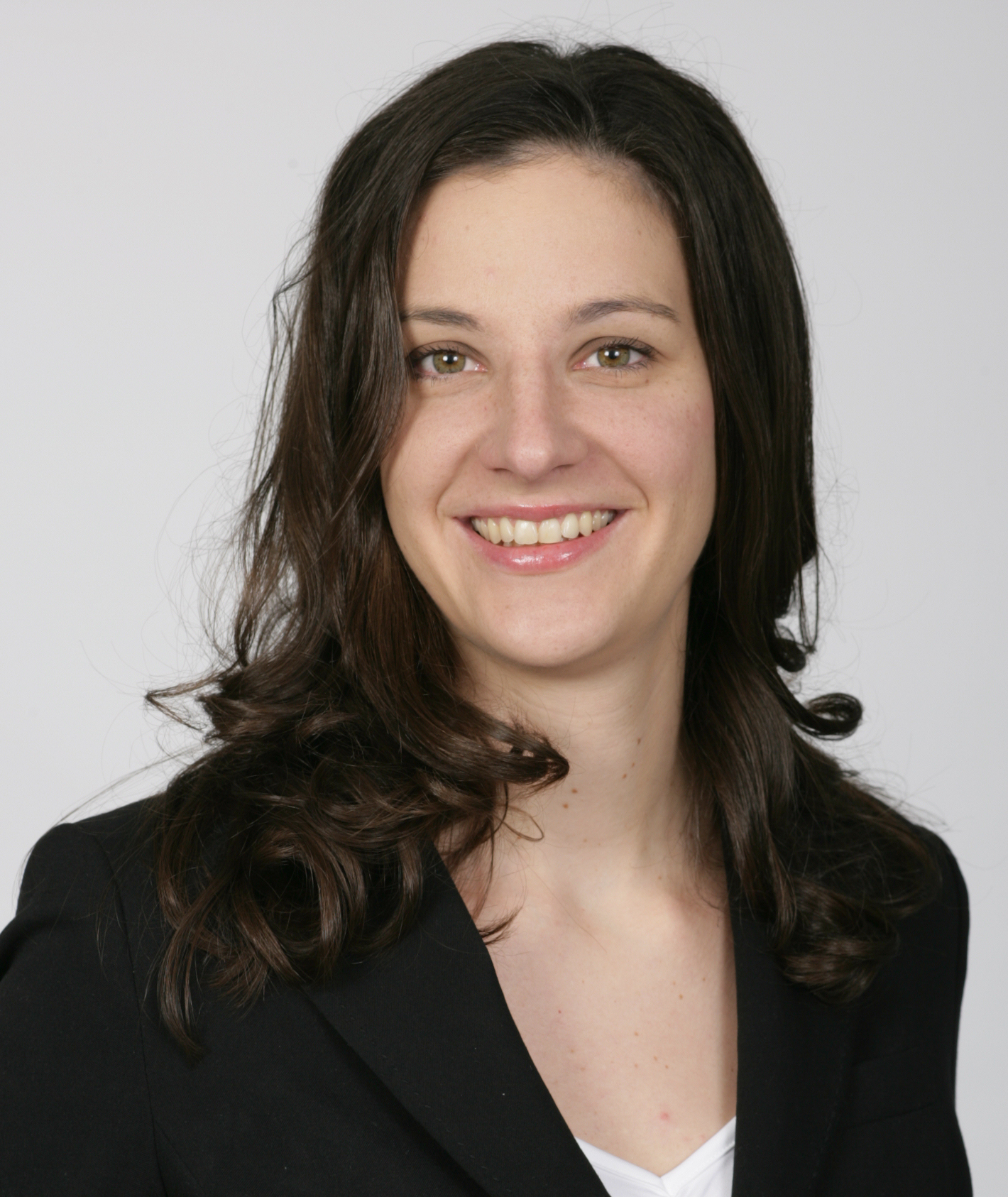
Lena Schneller (2006)

Magdalena «Lena» Schneller (* 21. September 1978 in Männedorf) ist eine Schweizer Politikerin  (FDP). Sie war von 2005 bis 2010 Präsidentin der Jungfreisinnigen Schweiz und Mitglied der Geschäftsleitung der FDP Schweiz.
Schneller wuchs in Küsnacht ZH an der Goldküste auf. In Zürich absolvierte sie das Gymnasium Hohe Promenade. 2005 beendete sie ihr juristisches Studium an der Universität Zürich mit dem Lizentiat. Nach ihrem Studium arbeitete sie zunächst als wissenschaftliche Mitarbeiterin am Institut für Europa- und Wirtschaftsvölkerrecht der Universität Bern bei Thomas Cottier.  Anschliessend arbeitete sie im Rahmen des Nationalfond-Forschungsprojekt NCCR Democracy unter der Leitung von Francis Cheneval unter anderem an ihrer Dissertation im Internationalen Wirtschaftsrecht. Heute arbeitet sie als Juristin bei der Psychiatrischen Universitätsklinik des Kantons Zürich. Sie ist zudem Dozentin für Europarecht an der Zürcher Hochschule für Angewandte Wissenschaften.
2007 kandidierte sie für den Zürcher Kantonsrat und für den Nationalrat, im April 2010 wurde sie in die Schulpflege ihrer Heimatgemeinde Küsnacht ZH gewählt. Im Mai 2015 wurde sie für weitere vier Jahre in der Schulpflege bestätigt.

## Publikationen
- Der Begriff der Verfassung in historischer und rechtsvergleichender Perspektive. In: I. Pernice (Hrsg.): Berliner Thesen zur europäischen Verfassungsgebung. (= WHIPapier. 12/02). 2002, S. 6.
- Individuelle Schadenersatzklagen gegen Urheber schwerer Menschenrechtsverletzungen. In: Ch. Tomuschat (Hrsg.): Menschenrechte in ihrer Bewährung im Kampf gegen den Terrorismus. Seminar-Band, 2003, S. 35–61.
- mit T. Cottier: Partikel-Emissionsbegrenzung bei Baumaschinen: Handlungsspielräume im Rahmen des schweizerischen Aussenwirtschaftsrechts. Rechtsgutachten erstattet dem Bundesamt für Umwelt BAFU, 2007.
- Conceptions of Democratic Governance in the Multilateral Realm: The Case of the WTO. (= Living Reviews in Democracy. Vol. 2). 2010.
- mit S. Walitza, S. Melfsen und A. Della Casa: Schulverweigerung und Schulabbruch: Eine Standortbestimmung unter Berücksichtigung von Perspektiven aus der Schweiz. In: Praxis der Kinderpsychologie und Kinderpsychiatrie. Band 62, Nr. 8, 2013, S. 550–569.
- mit T. Cottier: The Philosophy of Non-discrimination in International Trade Regulation. In: A. Kamperman Sanders: The Principle of National Treatment in International Economic Law, Trade, Investment, and Intellectual Property. Edward Elgar, Cheltenham 2014, S. 3–33.
- mit A. Bernardon: Freiwilligkeit in der Kinder- und Jugendpsychiatrie im Kontext von Selbstbestimmung und Fürsorge. In: Zeitschrift für Kindes- und Erwachsenenschutz. Band 71, Nr. 2, 2016, S. 115–139.
- mit Maatz, Anke; Schneller, Lena E; Hoff, Paul: Privacy and Confidentiality in Psychotherapy: Conceptual Background and Ethical Considerations in the Light of Clinical Challenges. In: Trachsel, Manuel; Gaab, Jens; Biller-Andorno, Nikola; Tekin, Serife; Sadler, John Z.  Oxford Handbook of Psychotherapy Ethics. Oxford: Oxford University Press, 2019, 340–351.